# Mączniak jabłoni

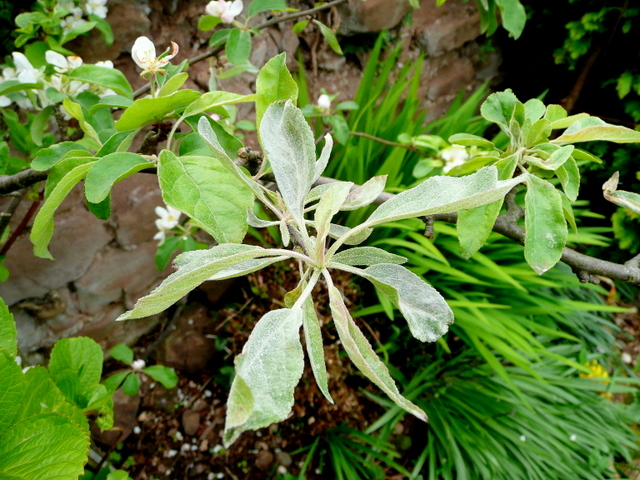
Objawy na liściach

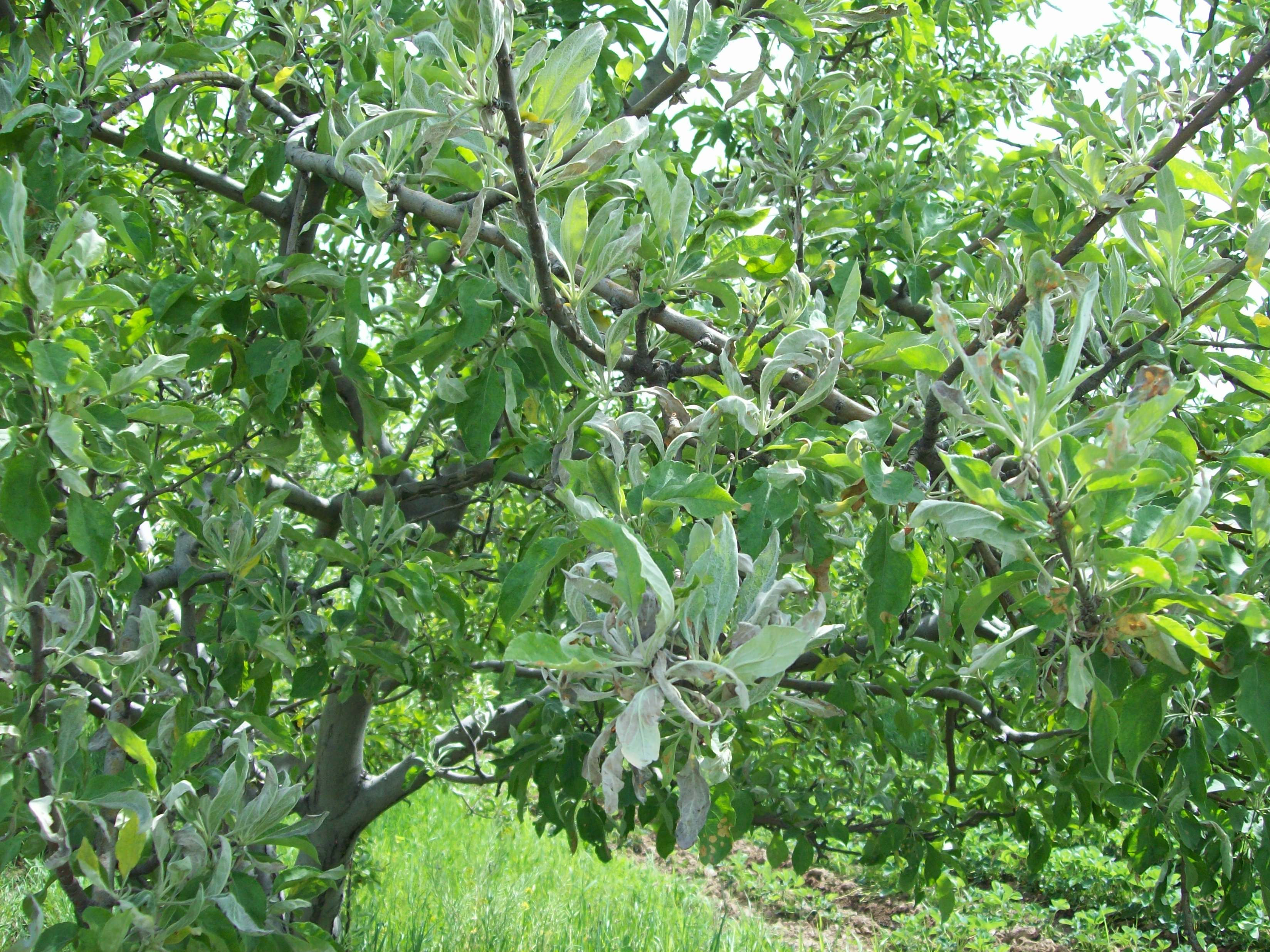
Porażona jabłoń

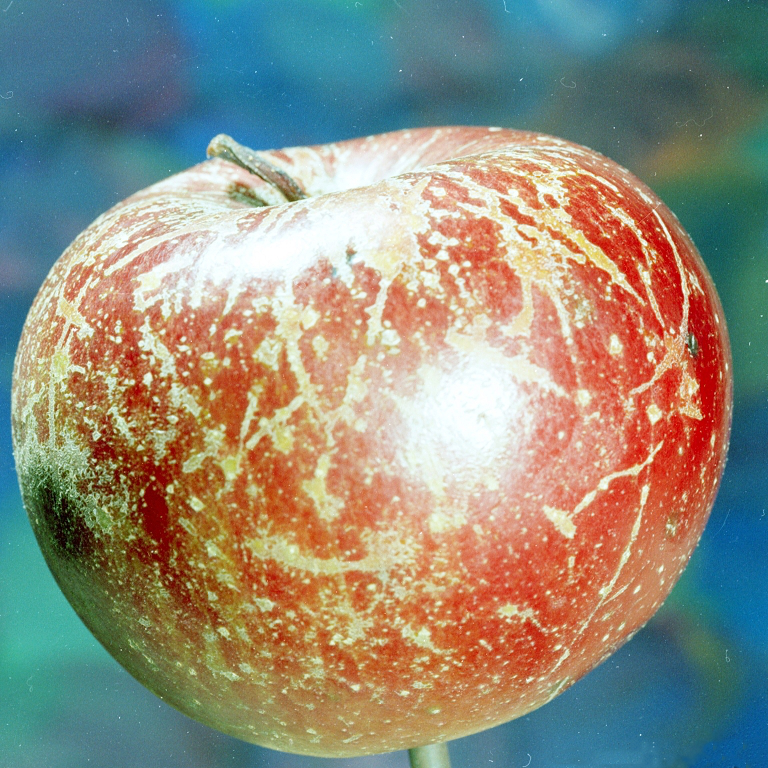
Objawy na jabłku

Mączniak jabłoni (ang. powdery mildew of apple) – grzybowa choroba jabłoni wywołana przez Podosphaera leucotricha.

## Objawy
Patogen atakuje wszystkie nadziemne części jabłoni. Na liściach jest widoczny w postaci białego, mączystego nalotu, który składa się z grzybni i konidioforów. Silnie porażone liście są mniejsze i ulegają zniekształceniu – zwijają się wzdłuż nerwu głównego. Poczynając od brzegów stopniowo zamierają i przedwcześnie opadają. Biały i wojłokowaty nalot tworzy się również na pędach. Porażone pędy przestają rosnąć, a ich wierzchołki zamierają. Silnie porażone pąki zamierają jeszcze przed rozwinięciem się, te słabiej porażone rozwijają się, ale wyrastają z nich niedorozwinięte i zdrobniałe liście również pokryte nalotem grzybni. Podobny biały nalot tworzy się na porażonych kwiatach Stają się one również zdrobniałe, a często ich pręciki i słupki są bezpłodne. Mogą zostać porażone również jabłka, na nich jednak nie tworzy się biały nalot, lecz na ich skórce pojawiają się skorkowaciałe plamy lub siateczka.

## Rozwój choroby
Przezimowuje grzybnia patogena na pędach i pąkach. Wiosną zaczyna ona wytwarzać bezpłciowo zarodniki konidialne, za pomocą których choroba rozprzestrzenia się na następne pędy i pąki, a także na młode liście. Takie zarodnikowanie konidialne trwa przez cały sezon wegetacyjny. Charakterystyczne dla mączniaków prawdziwych jest to, że ich zarodniki mogą infekować rośliny również przy ciepłej i słonecznej pogodzie – inaczej, niż u większości grzybów. Przenoszone są przez wiatr. Jeśli wiosną nie usunie się porażonych przez mączniaka pędów, to później będą one źródłem infekcji – zarówno pierwotnych, jak i wtórnych.
Latem pojawia się na porażonych częściach rośliny szary nalot, w którym znajdują się owocniki typu klejstotecjum. Na drodze askogamii powstają w nich zarodniki płciowe – askospory. Nie odgrywają one jednak większej roli w rozprzestrzenianiu się choroby.

## Zagrożenia i szkodliwość
Mączniak prawdziwy jabłoni często jest lekceważony przez sadowników, nie należy bowiem do najgroźniejszych chorób jabłoni. Niemniej, w niektórych latach w sadach zaniedbanych może wyrządzić duże szkody. Masowe występowanie tej choroby zależy od kilku czynników:
- warunków pogodowych.
- podatności odmiany na tę chorobę. Do odmian wrażliwych na mączniaka prawdziwego należą: ‘Idared’, ‘Cortland’, ‘Paulared’, ‘Early Geneva’, ‘Lodel’ i cała grupa ‘Jonagold’ oraz ‘Szampion’.
- właściwej organizacji pracy w sadzie. Ważny jest termin i technika cięcia drzew – czym wcześniej, tym lepiej.
- racjonalnej ochrony chemicznej.

## Ochrona
Bardzo ważną rolę odgrywa zapobieganie rozprzestrzenianiu się choroby. Należy wszystkie porażone pędy usuwać natychmiast po zauważeniu pierwszych objawów choroby. Chemicznie zwalcza się mączniaka przez opryskiwanie drzew fungicydami:
- pierwsze opryskiwanie należy wykonać w fazie różowego pąka przy użyciu fungicydów siarkowych lub zawierających węglowodory aromatyczne
- drugie opryskiwanie w okresie kwitnienia, szczególnie wtedy, gdy nie usunięto porażonych pędów. Stosuje się fungicydy z grupy IBE – triazole i pochodne pirymidyny.
- kolejne opryskiwania wykonuje się po kwitnieniu i kontynuuje do czerwcowego opadu zawiązków. Stosuje się fungicydy układowo-kontaktowe, głównie z grupy IBE oraz benzymidazowe. Wykonuje się nie więcej niż 2-3 opryskiwania, które należy wykonać przy bezdeszczowej pogodzie przy temperaturze powyżej 12 °C[3].